# Les Grésillons (stanice metra v Paříži)
Les Grésillons je plánovaná stanice pařížského metra, která se bude nacházet na lince 15 v obci Gennevilliers v departementu Hauts-de-Seine. Má být otevřena do roku 2031 a nabídne spojení s RER C přes stanici Grésillons.